# Repubblica Socialista Sovietica Autonoma di Cabardino-Balcaria
La Repubblica Socialista Sovietica Autonoma di Cabardino-Balcaria era una repubblica autonoma della Repubblica Socialista Federativa Sovietica Russa, nell'ex Unione Sovietica, e originariamente faceva parte della Repubblica Socialista Sovietica Autonoma delle Montagne. Il 16 gennaio 1922 la regione fu staccata dalla RSSA delle Montagne e dall'Oblast' Autonoma Cabardino-Balcaria il 1º settembre 1921. Divenne una repubblica autonoma il 5 dicembre 1936. Il 30 gennaio 1991, la RSSA di Cabardino-Balcaria dichiarò la sovranità statale. Oggi la Repubblica Cabardino-Balcaria, è un soggetto federale della Federazione Russa. Durante l'esistenza dell'Unione Sovietica la RSSA di Cabardino-Balcaria non confinava con altri stati sovrani.
Come la Repubblica Socialista Sovietica Autonoma di Cecenia-Inguscezia, la RSSA di Cabardino-Balcaria era condivisa da due nazionalità. Entrambe le repubbliche autonome risiedevano come parte della Repubblica socialista federativa sovietica russa e presentavano i russi come maggioranza etnica.

## Storia
Gli imperi russo, ottomano e persiano combatterono per la regione tra il XVII e il XIX secolo, durante i quali finì sotto il controllo russo. Dopo la Rivoluzione d'ottobre, la regione si unì alla Repubblica Socialista Sovietica Autonoma delle Montagne nel 1921, durante la guerra civile russa. I territori furono distaccati dalla RSSA delle Montagne all'Oblast' autonoma di Cabardino-Balcaria nel 1922 e il 5 dicembre 1936 fu ribattezzata Repubblica Socialista Sovietica Autonoma di Cabardino-Balcaria.
Nel 1944, Iosif Stalin accusò i balcari di collaborazionismo con la Germania nazista e deportò l'intera popolazione in Asia centrale.   Stalin cedette la valle di Baksan alla RSS Georgiana.  Il toponimo "Balcaria" fu eliminato dal nome dello stato, che fu ribattezzato come RSSA di Cabardina. Alla popolazione dei balcari fu permesso di tornare solo nel 1957 durante la guida di Nikita Chruščëv e a quel punto fu ripristinato il suo nome prebellico.

## Geografia
La Repubblica Socialista Sovietica Autonoma di Cabardino-Balcaria si trovava in una regione montuosa del Caucaso settentrionale. Copriva un'area di 12 500 km² (4 800 mi²).

### Fiumi
I fiumi principali includono il fiume Terek (623 km), il fiume Malka (216 km), il fiume Baksan (173 km), fiume Urukh (104 km) e il fiume Cherek (76 km).

### Laghi
Una superficie di 18 740 km² (7 240 mi²) era coperta esclusivamente da bacini idrografici. Più di 100 laghi si trovano ai confini, sebbene nessuno di essi avesse una superficie molto ampia. La maggior parte dei laghi è localizzata nelle montagne, e formata da processi glaciali.  I laghi situati su una pianura includono il lago Tambukan.

### Montagne
Il monte Elbrus (5.642 m) di origine vulcanica e la vetta più alta del Caucaso. 
Altre montagne importanti includono il monte Dykhtau (5.402 m), il monte Koshkhatau (5.151 m) e il monte Shkhara (5.068 m).

### Risorse
Insieme al legname, l'estrazione di minerali come ferro, molibdeno, oro, carbone, tungsteno e piombo era tra le principali industrie nella RSSA di Cabardino-Balcaria. La regione ha anche una grande abbondanza di acqua minerale.